# Antonino José de Miranda Falcão
Antonino José de Miranda Falcão (Recife, Pernambouc, 1798 - Rio de Janeiro, 1878) était un typographe, imprimeur, journaliste, haut fonctionnaire et diplomate brésilien.
Après avoir pris part dans sa jeunesse à des mouvements séditieux, notamment au mouvement révolutionnaire républicain et séparatiste dénommé Confédération de l'Équateur, le « typographe intellectuel » Miranda Falcão fonda en 1825 le quotidien Diario de Pernambuco, d’abord comme un simple bulletin de petites annonces, mais qu'il enrichira bientôt d’articles de fond et de contributions de rédacteurs externes. L’engagement de ce journal en faveur des idées libérales, les attaques de Miranda Falcão contre la faction conservatrice et ses propos (voire ses actes) subversifs, lui valurent quelque ennui avec la magistrature et même un séjour de 14 mois en prison. En 1835 cependant, Miranda Falcão préféra se dessaisir du Diario, qui passa aux mains de la firme Pinheiro & Faria et deviendra pour les décennies à venir l’organe du parti conservateur dans le Pernambouc. Après son aventure journalistique, Miranda Falcão occupa divers postes dans la fonction publique, dans le Nordeste et dans la capitale de l’Empire, ainsi que dans la diplomatie.

## Biographie
Depuis 1823, Miranda Falcão occupait plusieurs fonctions dans sa province natale, entre autres celle de professeur de premières lettres et directeur de l’Imprimerie nationale. Il s’engagea dans la Confédération de l'Équateur, mouvement à caractère séparatiste et républicain survenu en 1824 dans le Nordeste brésilien, ce qui lui valut d’être emprisonné et de passer en jugement. L’année suivante, il acquit du gouvernement l’imprimerie nationale, l’ancien atelier du Trem de Pernambuco (arsenal de guerre), et fondera l’imprimerie Tipografia Miranda & Companhia, puis bientôt, cette même année 1825, à son propre domicile, le quotidien Diario de Pernambuco, d’abord comme simple feuille d’annonces, de 4 pages seulement, au format 24,5 sur 19 cm, dont Miranda Falcão restera le directeur jusqu’en 1837. Auparavant déjà, ce typographe intellectuel avait été propriétaire, en 1823, d’un petit atelier d’impression, où il imprimait quelques périodiques.
En février 1829, Miranda Falcão s’engagea dans une rébellion républicaine avortée, en distribuant des bulletins séditieux et organisant des réunions secrètes, pendant que d’autres individus se rendaient à l’intérieur de la province pour enrôler des partisans et faire acquisition d’armes. Aussi Miranda Falcão fut-il à nouveau détenu et traîné dans les geôles du fort du Brum, où, selon l'historien F. A. Pereira da Costa, il croupira pendant 14 mois.
Sous son premier directeur, le Diario se fit l’avocat des principes libéraux, polémiquant vivement d’une part contre O Cruzeiro, journal lui aussi quotidien, et contre O Amigo do Povo, de publication hebdomadaire, tous deux rédigés par le curé, poète, journaliste et grand prédicateur Barreto, d’autre part contre le père José M. Falcão Padilha, et partit en campagne contre les « principes subversifs » de la société secrète Coluna do Trono e do Altar (litt. colonne du Trône et de l’Autel), que défendaient les deux journaux précités. Les critiques, s’exprimant avec âpreté tantôt dans les éditoriaux, tantôt dans les Communiqués ou dans les Correspondances, soutenaient l’indépendance et la constitution aux côtés de l’empereur Pierre Ier et contre les absolutistes de la Coluna, et visaient en même temps le président de la province, Tomaz Xavier Garcia de Almeida, lequel écrivait aussi dans O Cruzeiro, usant pour cela d’un pseudonyme. La Coluna do Trono e do Altar dissoute par ordre du gouvernement impérial, le Diario poursuivit ses attaques contre le gouvernement provincial.
L’abdication de Pierre Ier, qui ne fut connue à Recife que près d’un mois plus tard, sera sujet à jubilation pour le Diario, qui publia dans le Supplément à son édition du 4 mai, sur seulement quatre lignes, la note suivante : « Nous avons la satisfaction de faire savoir à nos chers concitoyens les heureux événements de la Capitale de l’Empire : l’opinion publique a triomphé. Bravo, Pernamboucains ! » Le lendemain, le journal publia la « Proclamation des représentants de la Nation brésilienne au Peuple du Brésil motivant la cause de la glorieuse Révolution accomplie au sein du gouvernement du Brésil le 7 avril 1831 ». En mai 1833, le Diario s’enhardit à fustiger la magistrature. Toujours en 1831, le journal donna une intense couverture de la guerre civile des Cabanos, qui se déroulait dans l’intérieur de la province et devait se poursuivre encore jusqu’en 1834 ; en l’espèce, il appuya, à travers éditoriaux et correspondances, l’action de la présidence provinciale.
Le 3 février 1835, Miranda Falcão se dessaisit de son entreprise de presse, la cédant à la firme Pinheiro & Faria, qui en fera pour les décennies à venir un organe du parti conservateur au Pernambouc. Le Diario, qui paraît toujours à Recife, passe aujourd’hui pour être le quotidien le plus ancien encore en circulation d’Amérique latine.
Antonino José de Miranda Falcão devint ensuite, successivement, secrétaire provincial dans le Sergipe ; administrateur du Journal officiel à Rio de Janeiro ; directeur du pénitencier de Rio de Janeiro (Casa de Correção da Corte do Império) en 1849 ; consul-général de l’Empire aux États-Unis en 1852 ; membre de cabinet gouvernemental de la province du Rio Grande do Sul en 1865 ; et rédacteur du Journal officiel à Rio de Janeiro. C’est dans cette ville qu’il s’éteignit en 1878, à l’âge de 80 ans, alors qu’il vivait, selon Mário Melo, dans une misère extrême. À la suite de cette disparition, le Diario plaça, le 13 décembre 1878, la laconique dépêche suivante, en provenance de Rio de Janeiro : « Sont décédés : le 9, ici dans la Capitale, Antonino José de Miranda Falcão », sans aucune note, sans autre commentaire, ni sur le moment ni ultérieurement, concernant la mort du fondateur de l’organe de presse le plus ancien d’Amérique latine.